# Pickwell with Leesthorpe

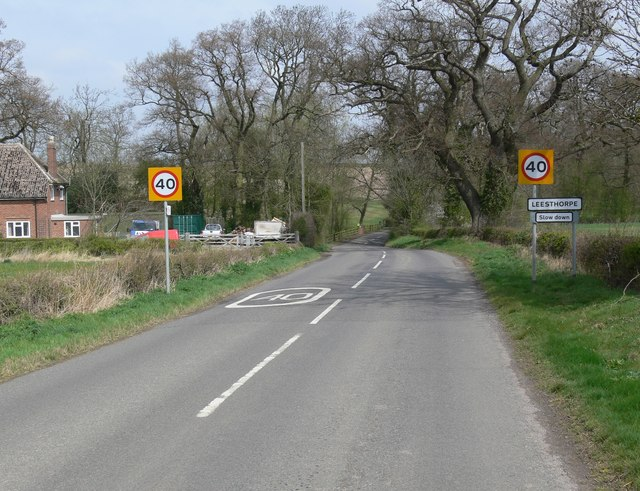
Leesthorpe

Pickwell with Leesthorpe var en civil parish fram till 1936 när den uppgick i Somerby i grevskapet Leicestershire i England. Civil parish var belägen 8 km från Melton Mowbray och hade 182 invånare år 1931.